# Alexianer St. Gertrauden-Krankenhaus

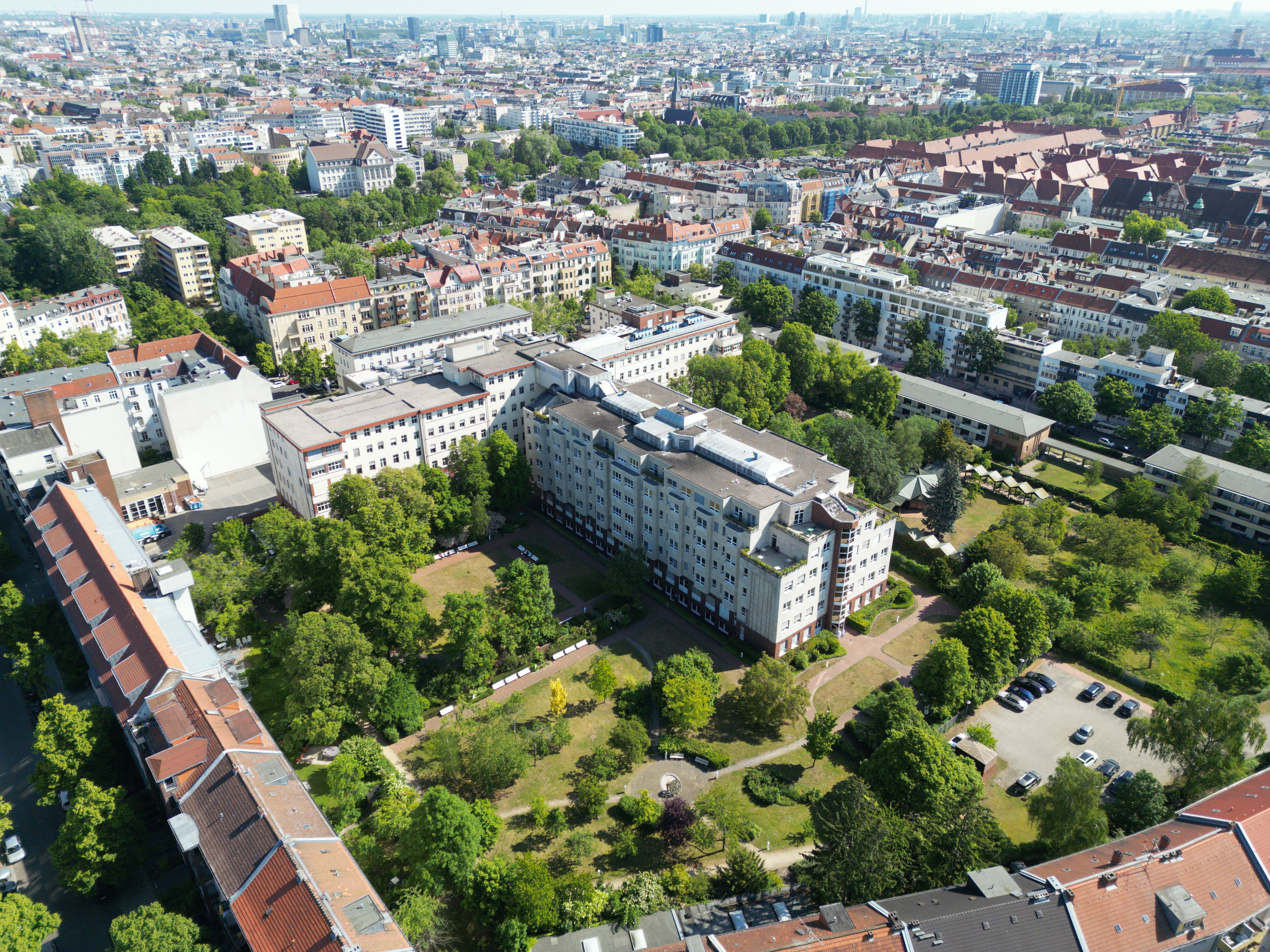
Alexianer St. Gertrauden-Krankenhaus

Das Alexianer St. Gertrauden-Krankenhaus ist ein Krankenhaus im Berliner Ortsteil Wilmersdorf. Es wurde am 4. November 1930 eröffnet und wurde bis zum 31. Dezember 2024 von den Katharinenschwestern geführt, von denen im Jahr 2008 noch drei in einem Konvent auf dem Klinikgelände lebten. Seit 1. Januar 2025 ist das Krankenhaus Teil des Alexianer-Verbunds. Das Krankenhaus ist ein akademisches Lehrkrankenhaus der Charité – Universitätsmedizin Berlin.
Im Jahresdurchschnitt finden 21.000 stationäre sowie mehr als 50.000 ambulante Behandlungen statt (Stand: Ende 2015).

## Geschichte
Das Krankenhaus entstand, nachdem 1928 ein Krankenhausbau der Katharinenschwestern in Königsberg aufgrund von Auseinandersetzungen mit der dortigen Stadtverwaltung gescheitert war. Die 1929 zufällig in Berlin anwesende Generaloberin Winifreda der Katharinenschwestern traf in der Stadt auf den Architekten Hermann Bunning, der bereits seit langem für die katholische Kirche in Berlin tätig war. Beide kamen überein, das Krankenhaus auf einem großen Freigelände zwischen Wilmersdorf und Schmargendorf zu bauen, das auch ausreichend Platz für die Landwirtschaft der Katharinenschwestern bot. Bei seiner Eröffnung hatte das Krankenhaus 580 Betten und 25.000 m² Parkgelände. Das Gelände an der Paretzer Straße liegt nicht weit entfernt von der Stadtautobahn, dem S-Bahn-Ring sowie der U-Bahn-Linie U3.
Im Zweiten Weltkrieg diente das Krankenhaus als Lazarett. Neben den 500 Betten für verwundete Soldaten blieben noch 200 Betten für zivile Hilfsbedürftige. Das Krankenhaus selbst blieb im Zweiten Weltkrieg nahezu unbeschädigt. Da der deutsche Hauptsitz des Katharinenordens in Ostpreußen lag, flohen viele Schwestern vor den Kampfhandlungen nach Berlin, sodass zeitweise bis zu 120 Schwestern im Kloster im Krankenhaus lebten und bis zu zwei Schwestern auf jeder Station arbeiteten. Ende 1945 lebten und arbeiteten noch 60 Schwestern im Krankenhaus, im Jahr 2000 waren es noch 13.
In den 1970er Jahren entdeckten die Berlinerinnen den Wert der Arbeit der Schwestern neu: „[…] nun gingen alle Frauen ins St. Gertrauden-Krankenhaus zum Entbinden, weil dort noch eine recht natürliche Geburtshilfe praktiziert wurde. Erst dadurch änderten sich die anderen Krankenhäuser, nicht weil sie umdachten, sondern weil sie sahen, dass das ‚Gertrauden’ ihnen die Patientinnen wegnahm.“
Am 24. Oktober 2024 wurde offiziell bekanntgegeben, dass die Alexianer ab 2025 eine Mehrheit am St. Gertrauden-Krankenhaus übernehmen werden und das Krankenhaus in die Alexianer-Welt integriert wird.
Eine umfangreiche Sanierung des Gebäudekomplexes und Modernisierung der medizinischen Ausstattung fand zwischen 1990 und 2000 statt. Trotz der begonnenen Arbeiten wollte die Berliner Gesundheitsverwaltung das Krankenhaus im Jahr 1998 komplett schließen, was die Betreiber aber verhindern konnten.
Im Jahr 2010 verfügte die Einrichtung über 385 Betten in zwölf Fachabteilungen. 2015 waren es noch 364 Planbetten in 19 Fachabteilungen und Bereichen. Die frühere Bettenzahl wurde bis 2018 allerdings wieder erreicht.

## Gebäude
Das Haupthaus mit zwei Seitenflügeln stammt aus dem Jahr 1930. Die Fassade ist rot verklinkert und hell verputzt. Seit 1990 hat das Krankenhaus ein zusätzliches Bettenhaus, das sich im Garten auf den ehemaligen landwirtschaftlichen Nutzflächen befindet.

## Einrichtungen
Die Fachabteilungen und medizinischen Bereiche des Krankenhauses sind:
- Allgemeinchirurgie und Viszeralchirurgie
- Anästhesie und Intensivmedizin
- Angiologie
- Augenheilkunde
- Diabetologie
- Frauenheilkunde
- Gefäßchirurgie
- Geriatrie
- Hals-Nasen-Ohrenheilkunde
- Innere Medizin – Gastroenterologie
- Innere Medizin – Kardiologie
- Neurochirurgie
- Unfallchirurgie und Orthopädie
- Adipositas-Zentrum
- Alterstrauma-Zentrum
- Brustzentrum-City
- Darmkrebszentrum
- Diabetisches Fußzentrum
- EndoProthetik-Zentrum
- Gefäßzentrum Sankt Gertrauden
- Pankreaszentrum
- Radiologie
- Laboratoriumsmedizin
- Therapie

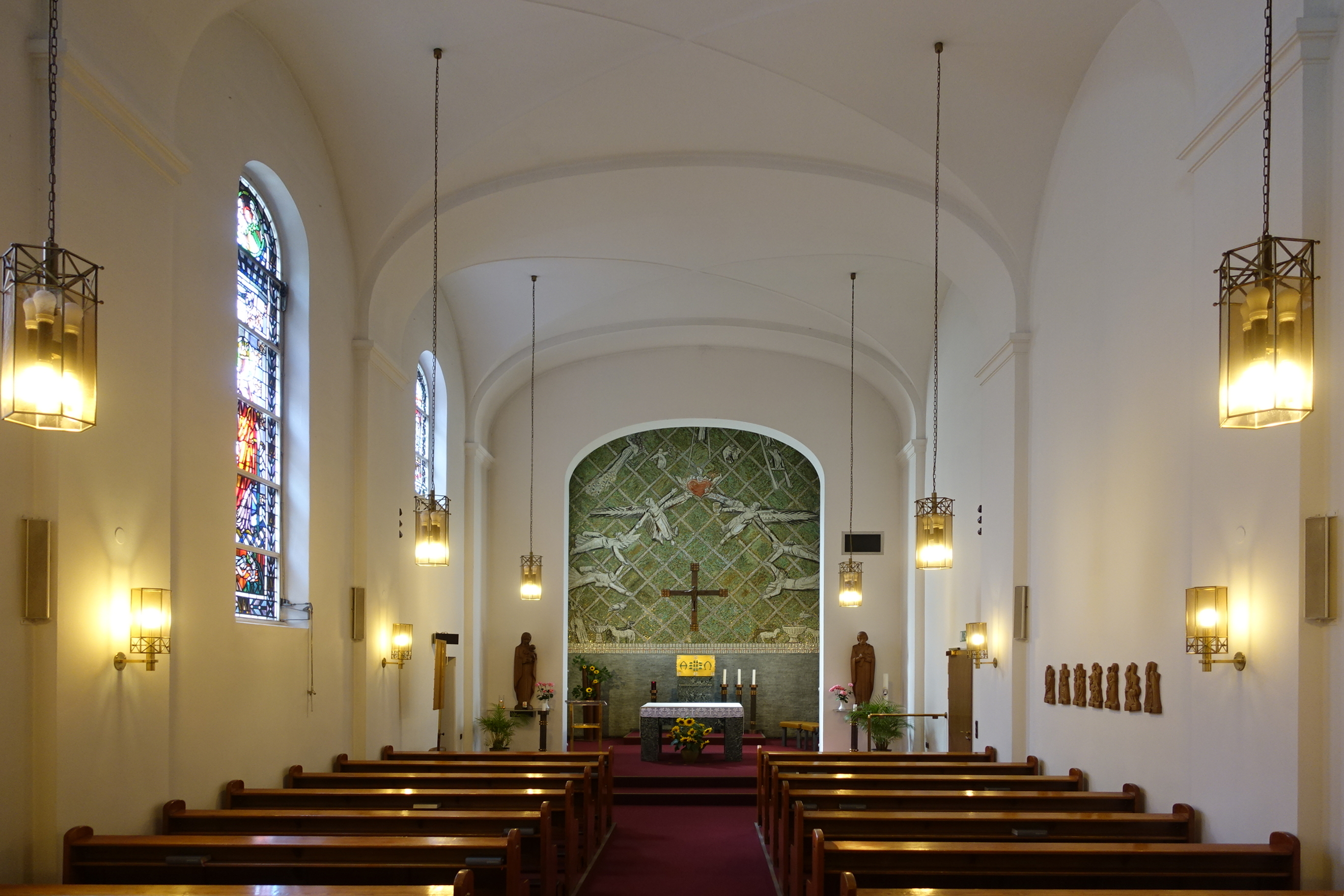
Krankenhauskapelle

Darüber hinaus gibt es hier eine Notaufnahme. Gleichzeitig ist es akademisches Lehrkrankenhaus der Charité.